# 董守諭
董守諭，字次公，浙江鄞縣人，明末易學家。

## 生平
天啓四年（1624年）甲子科舉人。苦心易學，聚古今言易者數十家，考證異同。著作有《讀易一抄》《二抄》《卦變考畧》《易韻補遺》等，藏於家。
与族弟董天鑑齊名，世称守谕為「北董」，称董天鑑為「南董」。